# Carola Schot
Carola Schot (Heerjansdam, 1968) is een Nederlandse ultraloopster. 
In 2013 was Schot de winnares van de Zestig van Texel. Later dat jaar in december verbeterde zij het Nederlands record 6 uursloop. Ze kwam bij de 6-Uursloop Epe tot een afstand van 74.272 meter. Ze is aangesloten bij CAV Energie.

## Palmares
- 2009:  Ambachtse Breakfastrun (10 km) - 39.19
- 2009:  Dotterbloemloop (15 km) - 1:02.29
- 2012:  50 km van Deventer - 3:59.20
- 2013: 4e 50 km van Bottrop - 3:50.35
- 2013:  50 km van Gieten - 3:53.10
- 2013:  Erasmusronde (10 km) - 40.03
- 2013:  Strandmarathon - 3:32.10
- 2013:  Zestig van Texel (60 km) - 5:08.57
- 2013:  6-Uursloop Epe - 74.272 m (NR)
- 2013:  Energie Kerstloop (16,1 km) - 1:06.45